# Кіфопластика

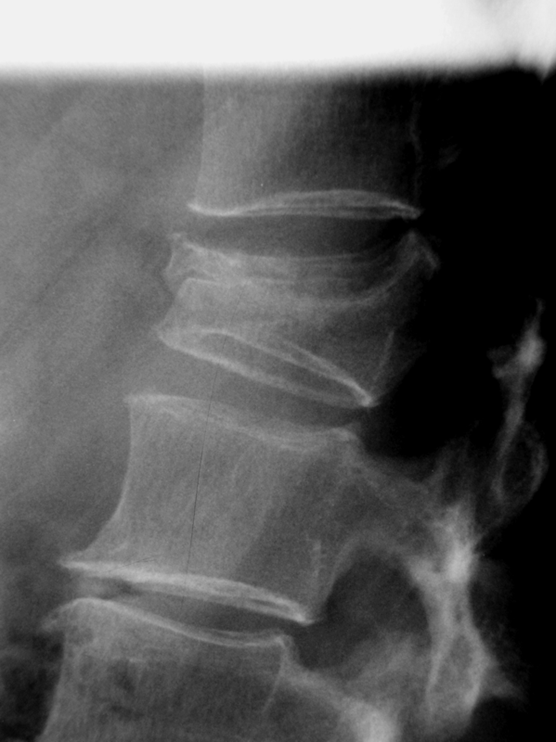
«Свіжий» перелом поперекового хребця на рентген знімку

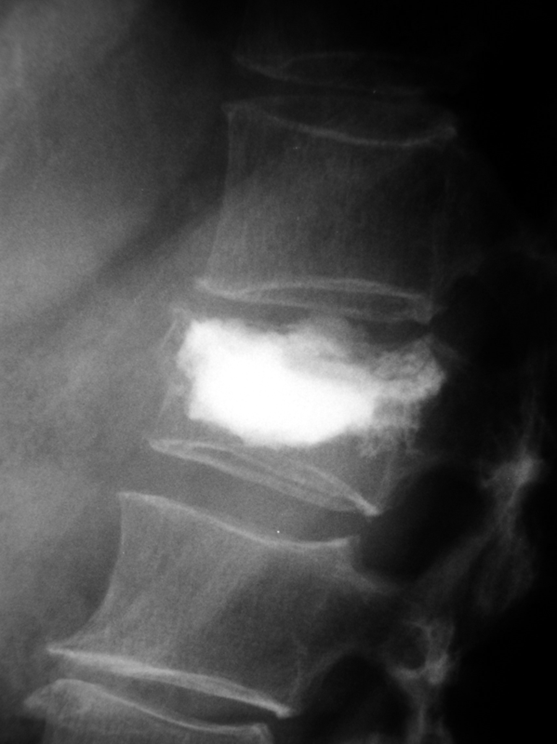
Той самий хребць після кіфопластики

Кіфопластика (вертебропластика) — це малоінвазивна процедура лікування переломів хребців . Сьогодні процедура доступна у двох формах: як балонна кіфопластика, (BKP), так і радіочастотна кіфопластика (RFK).
В оригінальній техніці, балонна кіфопластика являє собою дві канюлі діаметром близько  4 мм кожна. Балон вставляється (забивається) в місце перелому хребця. Наповнюючи повітряні балони контрастною речовиною, зламаний хребець частково випрямляється, але ціною зміщення здорової, цілої губчастої кістки . Випрямлені хребці фіксуються шляхом впорскування в створену порожнину кісткового цементу, який твердне протягом декількох хвилин і тим самим стабілізує зламаний хребець. На додаток до кісткового цементу в хребці можуть вставлятися інші імплантати, контейнери, стенти тощо.

## Покази
Показанням до проведення кіфопластики є остеопоротичні переломи хребців ( M80. _8 ), травматичного ( S.22.0_ та / або S32.0_ ) або пухлинного (метастази, плазмоцитома) ( C79.5 + та M49.5_ *) генезу . Якщо вони супроводжуються постійним болем у спині з достовірними ознаками перелому за допомогою візуалізаційних методів (Рентген, МРТ, КТ) у зазначеній ділянці хребта, згідно з чинним керівництвом німецького товариства з остеології, є показанням до кіфопластики. 

## Проведення
Процедура проводиться в положенні лежачи під ренгтен-контролем. Операція частіше всього проводиться під загальним наркозом. Пацієнт вкладається на живіт, спину дезінфікують і накривають стерильними рушниками. Під контролем рентгенівського випромінювання, залежно від методики, одна або дві канюлі вводяться (забиваються) в тіло хребця через дуги хребців, потім внутрішню частину тіла хребця готують до імплантації матеріалу (зазвичай  цемент на основі ПММА ). За звичайною процедурою вводять однин, або два балони, наповнені контрастною речовиною, для випрямлення та подрібнення навколишньої губчастої кістки. Утворюється велика за обсягом порожнина заповнена звичайним кістковим цементом. Тривалість операції: приблизно 20-40 хв. 
Новіша технологія радіочастотної кіфопластики зазвичай вимагає лише одного доступу до тіла хребця, і всередині хребця створюються лише дуже маленькі порожнини або протоки. Це сприяє більш рівномірному розподілу цементу та взаємозв’язку структури тіла хребця та кісткового цементу. Високовязкий, радіочастотний активований цемент вводиться у внутрішню частину тіла хребця за допомогою спеціальної канюлі. Постійне та контрольоване  наповнення, при швидкості 1,3 мл / хв, призводить до дуже хорошого наповнення цементом та дуже доброго зчеплення з  кісткою. У той же час тіло хребця додатково випрямляється.  Тривалість: приблизно 25 хв. 

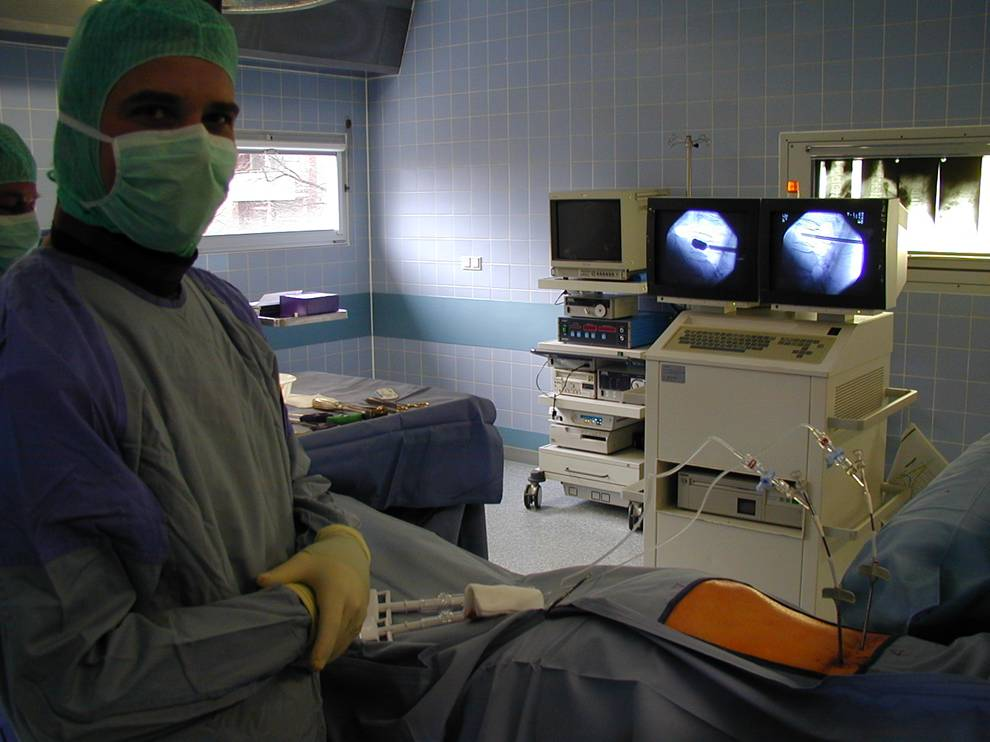
Рентген-знімки в операційній під час проведення кіфопластики. Через 2 канюлі вводиться контрастна речовина в хребець.

Радіочастотна кіфопластика (RFK) та старіша балонна кіфопластика (BKP) порівнювались у дослідженні 2012 року, як з точки зору стійкого полегшення болю, так і з точки зору ускладнень, (наприклад цемент може витікати в навколишні тканини під час операції). Радіочастотна технологія виявилася ефективнішою в кожному випадку:  6.1 % проти 27,8 % за допомогою балонної кіфопластрики. Автори дійшли висновку: «RFK виявився клінічно дуже ефективним методом, який перевершує BKP з точки зору тривалого полегшення болю. Що стосується аспекту безпеки, RFK пропонує перевагу гарантовано меншої частки екструзії цементу під час проведення процедури." 

## Ускладнення
Подібно до вертебропластики, основними ускладненнями при заповненні цементом, є витікання рідкого кісткового цементу з тіла хребця (= 72 %).  При балонній кіфопластиці можна використовувати трохи товстіший цемент ПММА, при формуванні порожнини. Щілини в кістці ущільнюються губчастою кістковою тканиною, так що загальна швидкість витоку цементу нижча в порівнянні з вертебропластикою. 

## Вебпосилання
- Відео проведення балонної кіфопластики [Архівовано 12 березня 2016 у Wayback Machine.] (англ., 4:51 хв. )
- Випрямлення хребця за допомогою радіочастотної кіфопластики (з відео, 0:28 хв. )